# Bagnères-de-Bigorre
Bagnères-de-Bigorre, o Bañeras de Bigorra[cita requerida] (en occitano Banhèras de Bigòrra) es una población y comuna francesa, situada en la región de Occitania, departamento de Altos Pirineos. Es la subprefectura de su distrito y el chef-lieu del cantón homónimo.
El pueblo fue muy importante durante los siglos XIV, XV y XVI debido a sus numerosas termas, algunas de las cuales se siguen visitando actualmente.

## Demografía
| 4 440 | 5 656 | 6 001 | 6 834 | 8 448 | 8 108 | 8 467 | 8 485 | 8 885 | 9 169 | 9 433 | 9 464 | 9 508 | 9 498 | 9 248 | 8 638 | 8 837 | 8 671 | 8 591 | 8 455 | 8 261 | 8 880 | 9 211 | 8 633 | 9 941 | 11 044 | 10 314 | 10 216 | 9 947 | 9 242 | 8 424 | 8 048 | 8 016 |
| Para los censos de 1962 a 1999 la población legal corresponde a la población sin duplicidades (Fuente: INSEE [Consultar]) |       |       |       |       |       |       |       |       |       |       |       |       |       |       |       |       |       |       |       |       |       |       |       |       |        |        |        |       |       |       |       |       |

## Personas destacadas
En la Ducasse de Bagnères-de-Bigorre nació Henri Borde (1888-1958), escultor y pintor.
De viaje por Francia, el escritor español Benito Pérez Galdós escribió aquí parte de su primera novela La Fontana de Oro, según el mismo autor indica en su obra Memorias de un desmemoriado.

## Hermanamientos
- Alhama de Granada, España[6]
- Granarolo dell'Emilia, Italia
- Tutzing, Alemania

## Lugares de interés
- Conservatorio Botánico Nacional de Midi-Pyrénées